# Datar (Muaradua)
Datar is een bestuurslaag in het regentschap Ogan Komering Ulu Selatan van de provincie Zuid-Sumatra, Indonesië. Datar telt 554 inwoners (volkstelling 2010).